# Koenraad V Kantner
Koenraad V Kantner (circa 1385 – 10 september 1439) was van 1412 tot 1439 hertog van Oels en van 1416 tot 1427 hertog van Cosel en de helft van Bytom en Steinau. Hij behoorde tot de Silezische tak van het huis der Piasten.

## Levensloop
Koenraad V was de tweede van vijf zonen van hertog Koenraad III de Oude van Oels en diens echtgenote Judith, wier herkomst onbekend is. Net als zijn oudere en zijn drie jongere broers werd hij Koenraad gedoopt.
Na de dood van zijn vader in 1412 erfde hij samen met zijn oudere broer Koenraad IV de Oudere de hertogdommen Oels en Cosel en de helft van de hertogdommen Bytom en Steinau. Omdat zijn drie jongste broers nog minderjarig waren, werden zij voorlopig nog uitgesloten van de macht.
In 1416 stopte Koenraad IV met zijn regeringsverantwoordelijkheden, waarna Koenraad V en zijn drie jongere broers hun domeinen gezamenlijk bestuurden. Omdat twee van de vier broers een kerkelijke loopbaan volgden, lagen de regeringsverantwoordelijkheden vooral bij Koenraad V Kantner en Koenraad VII de Witte. In 1427, na de dood van Koenraad VI de Deken, besloten de drie overige broers om hun gezamenlijke domeinen onderling te verdelen. Hierbij behield Koenraad V het hertogdom Oels.
Net als zijn broers streed hij tegen de Hussieten. Toen die in 1432 een militaire invasie deden in het hertogdom Oels, kon Koenraad V zijn hertogdom grotendeels besparen van verwoestingen door samen met zijn broers de Hussieten te verslaan nabij de stad Steinau. Hun succesvolle strijd werd opgemerkt door keizer Sigismund, die Koenraad V en zijn broers in 1434 in zijn functies van koning van Bohemen de districten Hundsfeld en Hünern schonk. Hetzelfde jaar kochten Koenraad V Kartner en zijn broers eveneens de stad Konstadt over van hertog Lodewijk II van Brieg.
In 1439 overleed Koenraad V Kantner aan de pest. Zijn broer Koenraad VII de Witte volgde hem als regent van zijn minderjarige zoons op als hertog van Oels.

## Huwelijk en nakomelingen
Op 9 oktober 1411 huwde Koenraad V met Margaretha († 1449), wier afkomst onbekend is. Ze kregen volgende kinderen:
- Agnes (1411-1448), huwde in 1437 met Kaspar I Schlik, graaf van Passaun-Wirchkirchen en kanselier van het Heilige Roomse Rijk
- Koenraad IX de Zwarte (1415-1471), hertog van Oels
- Koenraad X de Witte (1420-1492), hertog van Oels
- Anna (1425-1482), huwde in 1444 met hertog Wladislaus I van Płock
- Margaretha (1430-1466), abdis in het klooster van Trebnitz